# Carmina Burana (Орф)
«Ка́рмина Бура́на» (лат. «Carmina Burana»; полн. «Carmina Burana: Cantiones profanae cantoribus et choris cantandae comitantibus instrumentis atque imaginibus magicis» — «Песни Бойерна: Мирские песнопения для исполнения певцами и хорами, совместно с инструментами и магическими изображениями») — сценическая кантата немецкого композитора Карла Орфа, на собственное либретто, по мотивам средневековых стихотворений из одноимённого сборника, написанная в 1935—1936 годах.
Первое исполнение кантаты состоялось 8 июня 1937 года в Старой опере Франкфурта-на-Майне, дирижёр — Бертиль Ветцельсбергер. «Carmina Burana» — это часть «Trionfi», музыкального триптиха, который также включает в себя кантаты «Песни Катулла» и «Триумф Афродиты». Наиболее известной является хоровая композиция «O Fortuna», которая открывает и завершает произведение.

## История создания
Работа Орфа основана на двадцати четырёх стихотворениях из сборника средневековой поэзии, названного «Carmina Burana», что переводится с латыни как «Бойернские песни». Это связано с тем, что оригинальный манускрипт сборника («Codex Buranus») был найден в 1803 году в бенедиктинском монастыре Бойерн (нем. Beuern, лат. Buranum; ныне — Бенедиктбойерн, Бавария).
Карл Орф впервые столкнулся с этими текстами в публикации Джона Эддингтона Саймонда «Вино, женщины и песни» 1884 года, которая содержала английские переводы 46 стихотворений из сборника. Михель Гофман, студент-юрист и энтузиаст изучения греческого и латинского языков, помогал Орфу в выборе 24 стихотворений и составлении из них либретто.
Это либретто включает стихи как на латинском, так и на средневерхненемецком языке. Оно охватывает широкий круг светских тем, актуальных как в XIII веке, так и в наше время: непостоянство удачи и богатства, быстротечность жизни, радость возвращения весны и удовольствие от пьянства, обжорства, азартных игр и плотской любви.

## Оркестровка

### Вокал
Вокальная партия исполняется:
- солистами (сопрано, тенор и баритон),
  - дополнительные короткие соло: 3 тенора, баритон и 2 баса;
- смешанным хором (первый, или «большой», хор);
- камерным хором (второй, или «малый», хор);
- детским хором или хором мальчиков.

### Инструменты
- деревянные духовые инструменты:
  - 3 флейты (2-3 — флейта-пикколо),
  - 3 гобоя (3 — английский рожок),
  - 3 кларнета, (2 — бас-кларнет, 3 — малый кларнет in Es)
  - 2 фагота и контрафагот;
- медные духовые инструменты:
  - 4 валторны,
  - 3 трубы,
  - 3 тромбона,
  - 1 туба;
- ударные инструменты:
  - литавры,
  - колокольчики,
  - ксилофон,
  - кастаньеты,
  - трещотка,
  - бубенчики,
  - треугольник,
  - кротали,
  - тарелка крэш,
  - подвешенная тарелка,
  - там-там,
  - оркестровые колокола,
  - бубен,
  - малый барабан,
  - средний барабан,
  - большой барабан,
  - челеста;
- 2 фортепиано;
- струнные инструменты.

## Структура
Carmina Burana состоит из пролога и трёх частей, каждая из которых содержит несколько отдельных музыкальных действий:
- Fortuna Imperatrix Mundi («Фортуна — повелительница мира») — пролог;
- Primo vere («Ранней весной») — включает внутреннюю сцену Ûf dem Anger («На подмостках», «на лугу» — возможно, цитата из гномической песенки Вальтера фон Фогельвейде «Ûf dem anger stuont ein boum») — первая часть;
- In taberna («В кабаке») — вторая часть;
- Cours d’amours («Любовные пересуды», «суды любви», буквально «течение любви» или «урок любви» — средневековые забавы знати, особые суды для разрешения любовных споров) — третья часть;
  - Blanziflor et Helena («Бланшфлёр и Елена»; Бланшфлёр — персонаж испанской сказки, дочь демона, по другой версии — эльфийская царица, а может, и Бланшефлор в схожей по сюжету поэме Конрада Флека, как и Елена Троянская, похищенная из своего царства возлюбленным).

| №                        | Латинское название                                                      | Русское название                                                                      | Комментарий |
| Fortuna Imperatrix Mundi | Fortuna Imperatrix Mundi                                                | Fortuna Imperatrix Mundi                                                              | Fortuna Imperatrix Mundi |
| ------------------------ | ----------------------------------------------------------------------- | ------------------------------------------------------------------------------------- | --- |
| 1.                       | O Fortuna                                                               | О, Фортуна!                                                                           | Номер начинается с оркестрового и хорового «фортиссимо», заканчивающегося в конце третьей фразы задержкой на длинной ноте. Оставшаяся часть первого куплета и весь второй, наоборот, исполняются в самом тихом нюансе; в это время хор почти речитативом проговаривает слова. Третий куплет звучит в более быстром темпе на максимальной громкости |
| 2.                       | Fortune plango vulnera                                                  | Оплакиваю раны, нанесённые Судьбой                                                    | Состоит из трёх куплетов. Запев и первый рефрен каждого из куплетов исполняется мужским хором, второй рефрен — общим |
| I. Primo vere            |                                                                         |                                                                                       | |
| 3.                       | Veris leta facies                                                       | Заклинание весны                                                                      | Номер состоит из трёх куплетов. В каждом из них первые две фразы исполняют басы и альты, вторые две, с последующей длинной нотой во время оркестрового проигрыша — тенора и сопрано |
| 4.                       | Omnia sol temperat                                                      | Солнце согревает всё                                                                  | Соло баритона |
| 5.                       | Ecce gratum                                                             | Посмотри, как она приятна                                                             | Каждый из трёх куплетов начинает партия теноров, к которым в повторе фразы присоединяется остальной хор |
| Uf dem Anger             |                                                                         |                                                                                       | |
| 6.                       | Tanz                                                                    | Танец                                                                                 | Инструментальный номер |
| 7.                       | Floret silva                                                            | Лес цветёт                                                                            | Первая часть номера звучит на латыни, во втором куплете начинается текст на средневерхненемецком языке |
| 8.                       | Chramer, gip die varwe mir                                              | Дай, торговец, краску мне                                                             | Текст на средневерхненемецком исполняется только женской партией хора |
| 9.                       | Reie - Swaz hie gat umbe - Chume, chum, geselle min - Swaz hie gat umbe | Хоровод - Посмотри на меня, юноша - Приди, приди, мой милый - Посмотри на меня, юноша | Короткая инструментальная часть предваряет картину хоровода, первая и третья стремительные части которой одинаковы и контрастируют с неторопливой средней частью |
| 10.                      | Were diu werlt alle min                                                 | Если бы весь мир был мой                                                              | Унисон всего хора. Номер завершает «немецкий» блок |
| II. In taberna           |                                                                         |                                                                                       | |
| 11.                      | Estuans interius                                                        | «Пылая внутри» На текст «Исповеди» Архипииты Кёльнского                               | Соло баритона |
| 12.                      | Olim lacus colueram                                                     | Когда-то жил я в озере…                                                               | Соло тенора; в припеве звучит мужской хор. Известна также под названием «Песнь жареного лебедя», так как повествование в этом номере ведётся от лица лебедя, пока его готовят и подают на стол |
| 13.                      | Ego sum abbas                                                           | Я — настоятель                                                                        | Соло баритона. Мужской хор комментирует речитатив солиста короткими выкриками |
| 14.                      | In taberna quando sumus                                                 | Сидя в таверне                                                                        | Исполняется только мужской партией хора |
| III. Cours d’amours      |                                                                         |                                                                                       | |
| 15.                      | Amor volat undique                                                      | Любовь летает всюду                                                                   | Соло сопрано в сопровождении хора мальчиков |
| 16.                      | Dies, nox et omnia                                                      | День, ночь и всё мне ненавистно                                                       | Соло баритона |
| 17.                      | Stetit puella                                                           | Стояла девушка                                                                        | Соло сопрано |
| 18.                      | Circa mea pectora                                                       | В груди моей                                                                          | Каждый из трёх куплетов начинается с соло баритона, первую строчку повторяет мужской хор, затем вступает женский |
| 19.                      | Si puer cum puellula                                                    | Если юноша с девушкой…                                                                | Исполняется а капелла группой мужского хора в составе 3 теноров, баритона и 2 басов |
| 20.                      | Veni, veni, venias                                                      | Приди, приди, о, приди же                                                             | Номер начинается с переклички женского и мужского хора, затем весь хор делится на два; партия второго (малого) хора состоит из одного повторяющегося слова «nazaza», вставляемого между репликами первого (большого) хора |
| 21.                      | In trutina                                                              | На весах                                                                              | Соло сопрано |
| 22.                      | Tempus est iocundum                                                     | Время приятно                                                                         | Номер состоит из пяти куплетов: в первом звучит весь хор, во втором и четвёртом — только женская группа, в третьем — только мужская. В первом и третьем партию соло ведёт баритон, во втором и четвёртом — сопрано в сопровождении хора мальчиков. Пятый куплет исполняется всем хором и всеми солистами                                           |
| 23.                      | Dulcissime                                                              | Нежнейший мой                                                                         | Соло сопрано |
| Blanziflor et Helena     |                                                                         |                                                                                       | |
| 24.                      | Ave formosissima                                                        | Привет тебе, прекраснейшая!                                                           | Исполняется всем хором и всеми солистами |
| Fortuna Imperatrix Mundi |                                                                         |                                                                                       | |
| 25.                      | O Fortuna                                                               | О, Фортуна!                                                                           | Точное повторение первого номера |

Композиционная структура во многом основана на идее вращения «колеса Фортуны». Рисунок колеса был обнаружен на первой странице Codex Buranus. Он также содержал четыре надписи, помещённые на ободе колеса и в совокупности образующие стих: «Regnabo, Regno, Regnavi, Sum sine regno» (в переводе М. Л. Гаспарова — «Я воцарюсь — я царю — я царил — я ныне без царства»).
Во время каждой сцены, а иногда и во время одного действия, «колесо Фортуны» поворачивается, счастье оборачивается печалью, а надежда сменяется горем. «O Fortuna», первое стихотворение в редакции Шмеллера, завершает круг, формируя остов композиции произведения.

## Известные записи
- 1960 год — дирижёр Герберт Кегель; солисты: Ютта Вульпиус, Ганс-Иоахим Ротч, Курт Рем, Курт Хубенталь; хор и оркестр Лейпцигского радио.
- 1968 год — дирижёр Ойген Йохум; солисты: Гундула Яновиц, Герхард Штольце, Дитрих Фишер-Дискау; хор и оркестр Берлинской государственной оперы (хормейстер — Вальтер Хаген-Гроль), хор мальчиков Schöneberger (хормейстер — Геральд Хельвиг).
- 1969 год — дирижёр Сэйдзи Одзава; солисты: Эвелин Мандак, Стенли Колк, Шеррилл Милнс; Бостонский симфонический оркестр.
- 1973 год — дирижёр Курт Айххорн; солисты: Луция Попп, Джон ван Кестерен, Герман Прей; Симфонический оркестр Баварского радио.
- 1981 год — дирижёр Роберт Шо; солисты: Хокан Хагегорд, Джудит Блеген, Уильям Браун; Симфонический оркестр и хор Атланты.
- 1984 год — дирижёр Джеймс Ливайн, солисты: Джун Андерсон, Филип Криш и Бернд Вайкль; Чикагский симфонический оркестр.
- 1989 год — дирижёр Франц Вельзер-Мёст; солисты: Барбара Хендрикс, Майкл Чанс, Джеффри Блэк; Лондонский филармонический оркестр.
- 1995 год — дирижёр Мишель Плассон; солисты: Натали Дессей, Жерар Лен, Томас Хэмпсон; оркестр Капитолия города Тулузы.
- 1996 год — дирижёр Эрнст Хинрайнер; солисты: Герда Хартманн, Рихард Брюнер, Рудольф Кнолл; оркестр и хор Зальцбургского Моцартеума.
- 2005 год — дирижёр Саймон Реттл; солисты: Салли Мэтьюс, Лоуренс Браунли, Кристиан Герхахер; хор Берлинского радио (нем. Rundfunkchor Berlin) и оркестр Берлинской филармонии.

## Влияние
Отрывки из «Кармины Бураны» использовались во многих современных проектах, особой популярностью пользуется увертюра «O Fortuna». Её кавер-версии и современные обработки записывали Enigma, Era, Therion, Trans-Siberian Orchestra, Gregorian, Ministry, Дэвид Гарретт, Хор Турецкого и многие другие. Отрывок из «O Fortuna» был засемплирован и использован группой Oomph! в их песне «Ice Coffin».
В 1983 году сольный альбом Carmina Burana выпустил клавишник The Doors, известный музыкант Рэй Манзарек.
По свидетельству шведского режиссёра Ингмара Бергмана, «Кармина Бурана» послужила для него одной из отправных точек при создании художественного фильма «Седьмая печать».